# Jumellea spathulata
Jumellea spathulata är en orkidéart som först beskrevs av Henry Nicholas Ridley, och fick sitt nu gällande namn av Rudolf Schlechter. Jumellea spathulata ingår i släktet Jumellea och familjen orkidéer. Inga underarter finns listade i Catalogue of Life.